# María de Lusignan (condesa de Brienne)
María de Lusignan (en francés: Marie de Lusignan, antes de marzo de 1215 - 5 de julio de 1251 o 1253), fue la esposa del conde Gualterio IV de Brienne y condesa de Brienne desde el momento de su matrimonio en 1233 a la muerte de su marido mientras estaba en una cruzada en 1244. Los padres de María fueron el rey Hugo I de Chipre y Alicia de Champaña, haciendo de ella nieta materna de la reina Isabel de Jerusalén. Sus dos hijos supervivientes fueron Juan, conde de Brienne, y Hugo de Brienne.

## Familia y compromiso matrimonial
María nació en algún momento antes de marzo de 1215 y era hija del rey Hugo I de Chipre y Alicia de Champaña, hija de la reina Isabel de Jerusalén y Enrique II de Champaña. Tenía una hermana menor, Isabel, y un hermano, Enrique, que sucedió a su padre como rey de Chipre en enero de 1218. En 1225, su madre se casó en segundo lugar con Bohemundo V de Antioquía, después de que ella y su hermana, Felipa, se habían enredado durante mucho tiempo en una amarga disputa con Blanca de Navarra por el Condado de Champaña, que más tarde se conoció como la Guerra de Sucesión de Champaña. 
Antes del 21 de julio de 1229, María estaba comprometida con Pedro I de Bretaña, cuya esposa Alix de Thouars había muerto en 1221; sin embargo, el papa prohibió el compromiso por su consanguinidad de cuarto grado.

## Matrimonio y descendencia
En 1233, en una fecha no especificada, se casó con Gualterio IV de Brienne. El matrimonio lo había arreglado su tío Juan de Brienne. Desde el momento de su matrimonio, fue nombrada condesa de Brienne. Su marido era también el conde de Jaffa y Ascalón, cuyo título le había sido concedido por su padre, Gualterio III de Brienne en 1221.
María y Gualterio tuvieron tres hijos: 
- Juan de Brienne (c. 1235-1260/1261), se casó con María de Enghien;[4] murió sin descendencia.
- Hugo de Brienne, conde de Brienne y Lecce (c. 1240-9 de agosto de 1296),[4] se casó en primer lugar con Isabel de la Roche, heredera de Tebas,[5] hija de Guido I de la Roche, duque de Atenas, y de quien tuvo descendencia; se casó en segundo lugar con Helena Comneno Ducas,[5] con quien tuvo una hija, Juana de Brienne.
- Amauri de Brienne (murió joven).[4]

María quedó viuda en octubre de 1244 después de que Gualterio fuera asesinado en El Cairo. Había sido hecho prisionero tras la derrota cruzada en la batalla de La Forbie, donde había dirigido al ejército cruzado contra las fuerzas egipcias. Su hijo mayor, Juan lo sucedió como conde de Brienne. María permaneció en la corte chipriota y murió el 5 de julio de 1251 o 1253.
En 1267, después de la muerte del rey Hugo II de Chipre, el único hijo superviviente de María, Hugo, reclamó el reino chipriota para sí mismo, pero la Alta Corte de Jerusalén lo pasó por alto en favor del hijo de su hermana menor Isabel, Hugo de Poitiers; aunque era hijo de la hija mayor de Alicia de Champaña, heredaría el trono por derecho de sucesión.